# ثرب الجنة (السوم)

تعديل مصدري - تعديل

ثرب الجنة هي إحدى قرى عزلة السوم بمديرية السوم التابعة لمحافظة حضرموت، بلغ تعداد سكانها 139 نسمة حسب تعداد اليمن لعام 2004.